# 反向欧拉法
数值分析与科学计算中，反向欧拉法或隐式欧拉法是求解常微分方程最基本的数值方法之一。其类似于（标准）欧拉法，不过是一种隱式方法。反向欧拉法的时间误差为一阶。

## 描述
考虑常微分方程
{\displaystyle {\frac {\mathrm {d} y}{\mathrm {d} t}}=f(t,y)}
有初值{\displaystyle y(t_{0})=y_{0}.}此处函数{\displaystyle f}与初值数据{\displaystyle t_{0}}、{\displaystyle y_{0}}均未知；函数{\displaystyle y}取决于实变量{\displaystyle t}，同样未知。数值方法产生一个序列{\displaystyle y_{0},y_{1},y_{2},\ldots }，使{\displaystyle y_{k}}近似于{\displaystyle y(t_{0}+kh)}，其中{\displaystyle h}称为步长。
反向欧拉法计算近似值的方法是
{\displaystyle y_{k+1}=y_{k}+hf(t_{k+1},y_{k+1}).} :57
异于（正向）欧拉法，后者用的是{\displaystyle f(t_{k},y_{k})}而非{\displaystyle f(t_{k+1},y_{k+1})}。
反向欧拉法是一种隐式方法：新近似值{\displaystyle y_{k+1}}在方程两侧都出现，因此该方法要求解未知{\displaystyle y_{k+1}}的代数方程。对非刚性问题，这可采用定点迭代法：
{\displaystyle y_{k+1}^{[0]}=y_{k},\quad y_{k+1}^{[i+1]}=y_{k}+hf(t_{k+1},y_{k+1}^{[i]}).}
若序列收敛（在给定精度内），则该方法会将其极限作为新的近似
{\displaystyle y_{k+1}}。:57
或者，也可以使用牛顿–拉斐森法求解代数方程。

## 推导
将微分方程{\displaystyle {\frac {\mathrm {d} y}{\mathrm {d} t}}=f(t,y)}自{\displaystyle t_{n}}积分到{\displaystyle t_{n+1}=t_{n}+h}，有
{\displaystyle y(t_{n+1})-y(t_{n})=\int _{t_{n}}^{t_{n+1}}f(t,y(t))\,\mathrm {d} t.}
现在用右手矩形法近似计算右式的积分：
{\displaystyle y(t_{n+1})-y(t_{n})\approx hf(t_{n+1},y(t_{n+1})).}
最后，用{\displaystyle y_{n}}应近似于{\displaystyle y(t_{n})}的性质，就得到了反向欧拉法公式。:57
若用左手矩形法，同样的推导会得到（标准）欧拉法。

## 分析

圆盘外的粉色区域是反向欧拉法的稳域。

用大O符号表示反向欧拉法的局部截断误差（LTE）（定义为迭代一步产生的误差）为{\displaystyle O(h^{2})}。特定时刻{\displaystyle t}的误差为{\displaystyle O(h^{2})}，这是说该方法的阶数为1。一般来说，具有{\displaystyle O(h^{k+1})}LTE的方法定义为k阶。
反向欧拉法的绝对稳域是以1为圆心，半径为1的圆盘在平面内的补集，如图所示。:70这包括整个复平面的左半部，使其适于求解刚性方程。:71事实上，反向欧拉法甚至是L-稳定的。
利用反向欧拉法求解离散稳定系统的区域是半径为0.5的圆，位于z平面的(0.5, 0)处。

## 推广与改进
反向欧拉法是（前向）欧拉法的一种变体。其他变体还有半隐式欧拉法和指数欧拉法。
反向欧拉法可视为1阶段的龙格-库塔法，可用Butcher表描述：
{\displaystyle {\begin{array}{c|c}1&1\\\hline &1\\\end{array}}}
该方法也可看作是1步的线性多步法，是Adams–Moulton法族中的第一个方法，也是后向微分法的第一个方法。